# Opsiphanes mylasa
Opsiphanes mylasa är en fjärilsart som beskrevs av Hans Fruhstorfer 1907. Opsiphanes mylasa ingår i släktet Opsiphanes och familjen praktfjärilar. Inga underarter finns listade i Catalogue of Life.